# Jerarquía (revista)
Jerarquía, también citada con la grafía JERARQVIA, fue una revista española que se publicó durante la Guerra Civil entre 1936 y 1938.
Fue fundada en 1936 en Pamplona por el clérigo falangista Fermín Yzurdiaga, que también la dirigió desde el primer momento. Jerarquía nació inspirada por el fascismo italiano y llegó a ser conocida por el subtítulo de la revista negra de la Falange. Con una «impecable tipografía», encuadernada en negro y editada a cuatro tintas, incluía en sus primeras páginas, de forma invariable, los nombres de los redactores bajo el lema «Jerarquía guía nacionalsindicalista del Imperio de la sabiduría de los oficios», el soneto de Hernando de Acuña, «Ya se acerca, Señor, o ya es llegada…», en la página 7 y una alabanza a Franco en la 10. La revista hacía gala de una sensibilidad clásica, afín a la civilización romana, y se han trazado paralelismos entre ella y la publicación italiana Gerarchia de Mussolini. A pesar de la fama que adquirió —en buena medida por sus publicaciones y la fama de sus colaboradores—, la revista tuvo una vida efímera: fue publicada irregularmente entre 1936 y 1938, y solo se publicaron cuatro números. El primer número de la revista se publicó en el invierno de 1936-1937, el segundo en octubre de 1937, el tercero en marzo de 1938 y el cuarto —y último— se publicó antes de finales de 1938. Jerarquía se convirtió en un símbolo de las revistas falangistas, aunque sus páginas también acogieron a muchos escritores y poetas de la época. 
La redacción de Jerarquía, que significativamente se daba el título de «escuadra» de la que Yzurdiaga era el «Jefe», estuvo formada por Carlos Foyaca de la Concha, Rafael García Serrano, Alfonso García Valdecasas, Ernesto Giménez Caballero, Pedro Laín Entralgo —estrecho colaborador de Yzurdiaga—; Eugenio Montes, Martínez Crispín —que era el dibujante de la revista—, Ángel María Pascual, José María Pérez Salazar y Víctor de la Serna. También son reseñables las colaboraciones de Eugenio d'Ors, Manuel Ballesteros Gaibrois, Manuel Iribarren, Dionisio Ridruejo, Luis Rosales o Agustín de Foxá.
Jerarquía también llegó a publicar algunos libros, incluyendo obras del propio Yzurdiaga, novelas, como Madrid de corte a cheka, de Agustín de Foxa, y libros de poesía, como Poesía en armas de Ridruejo y la antología Poesía heroica del imperio, preparada por Luis Rosales y Luis Felipe Vivanco, y organizó su propia editorial —Ediciones Jerarquía— que acabaría dando lugar en 1941 a la Editora Nacional.